# Wszewilki
Wszewilki (niem. Ziegelscheune) – wieś w Polsce położona w województwie dolnośląskim, w powiecie milickim, w gminie Milicz.

## Podział administracyjny
| SIMC    | Nazwa    | Rodzaj     |
| ------- | -------- | ---------- |
| 0877832 | Kąty     | przysiółek |
| 0878501 | Pomorska | przysiółek |
| 0878518 | Stawczyk | przysiółek |
| 1004738 | Zagaje   | część wsi  |

W latach 1975–1998 miejscowość administracyjnie należała do województwa wrocławskiego.

## Znane osoby
Ze wsi pochodzi Jan Pająk (ur. 1946).